# برونو پریر
برونو پریر (انگلیسی: Bruno Périer؛ زادهٔ ۲۸ دسامبر ۱۹۶۶) بازیکن فوتبال اهل فرانسه است.